# Ezra Hendrickson
Ezra Hendrickson (Layou, 1972. január 16. –) Saint Vincent és a Grenadine-szigeteki válogatott labdarúgó, edző. 2024 óta hazája szövetségi kapitánya.

## Pályafutása

### Labdarúgóként
Hendrikson 1994-ben mutatkozott be Des Moines Menace felnőtt keretében. 1995-ben a NORG szerződtette. 1996-ban az Év Hátvédjévé választották. Az észak-amerikai bajnokság létrejöttével egyidőben a NY/NJ Metrostarshoz igazolt. 1997 és 2008 között több klubnál is szerepelt, játszott például a LA Galaxy, a Dallas Burn, a Charleston Battery, a DC United, a Chivas USA és a Columbus Crew csapatában is.
1995-ben debütált a Saint Vincent és a Grenadine-szigeteki válogatottban. 2008-ig összesen 36 mérkőzésen lépett pályára és 2 gólt szerzett hazája színeiben.

### Edzőként
2009-től a Seattle Sounders segédedzője volt. 2015 és 2018 között a Seattle Sounders tartalékcsapatában és a Saint Vincent és a Grenadine-szigeteki válogatottban, Cornelius Huggins szövetségi kapitánysága alatt töltött be edzői pozíciót. 2018-ban a LA Galaxy, majd 2019-től 2021-ig a Columbus Crew segédedzőjeként tevékenykedett. 2021. november 24-én, Frank Klopast váltva a Chicago Fire vezetőedzője lett. A 2022-es szezont a 12. helyen zárták a Keleti Főcsoportban.

## Edzői statisztika
| Csapat       | Nemzet                    | –tól               | –ig            | Mérkőzések | Mérkőzések | Mérkőzések | Mérkőzések | Mérkőzések |
| Csapat       | Nemzet                    | –tól               | –ig            | M          | Gy         | V          | D          | Gy %       |
| ------------ | ------------------------- | ------------------ | -------------- | ---------- | ---------- | ---------- | ---------- | ---------- |
| Chicago Fire | Amerikai Egyesült Államok | 2021. november 24. | 2023. május 8. | 46         | 13         | 15         | 18         | 28,3       |
| Összesen     | Összesen                  | Összesen           | Összesen       | 46         | 13         | 15         | 18         | 28,3       |

## Sikerei, díjai

### Játékosként
LA Galaxy
- MLS
  - Bajnok (1): 2002
- CONCACAF Bajnokok Kupája: 2000

DC United
- MLS
  - Bajnok (1): 2004

Columbus Crew
- MLS
  - Bajnok (1): 2008

Egyéni
- USISL Select League – Az Év Hátvédje: 1996